# Jaramogi Oginga Odinga
Jaramogi Ajuma Oginga Odinga (Bondo, ottobre 1911 – Kisumu, 20 gennaio 1994) è stato un politico keniota.
È stato un capo dell'etnia luo, e una delle figure di maggior rilievo della lotta per l'indipendenza in Kenya. In seguito fu vicepresidente del Kenya e poi leader dell'opposizione. Suo figlio, Raila Odinga, è stato primo ministro del Kenya; un altro figlio, Oburu Odinga, occupa una posizione di rilievo nel Ministero delle finanze.

## Biografia
Odinga nacque nel distretto di Bondo, nella provincia di Nyanza, in Kenya. Nella sua autobiografia, Not Yet Uhuru, Odinga ipotizza di essere nato nell'ottobre del 1911, ma non ci sono dati anagrafici certi. Fu battezzato "Obadiah Adonijah", ma in seguito rifiutò i nomi conferitigli con rito cristiano e si fece chiamare Oginga Odinga. Ebbe modo di studiare, conseguendo la laurea alla Università di Makerere nel 1940, e in seguito insegnò presso la Maseno High School.
Negli anni quaranta Odinga entrò in politica, dedicando i propri sforzi soprattutto a rafforzare la consapevolezza e l'unione dei gruppi etnici luo in Africa orientale. La sua fama divenne tale da guadagnarli l'appellativo di Ker, riservato ai capi spirituali della tradizione luo come il leggendario Ramogi Ajwang (XVI secolo). Proprio con riferimento a questa figura, Odinga divenne noto anche come Jaramogi ("figlio di Ramogi").
Nel 1948 Odinga si iscrisse al partito politico indipendentista Kenya African Union (KAU), acquisendo il ruolo di rappresentante politico del luo. In seguito, il KAU mutò struttura e nel 1960 Odinga e Tom Mboya fondarono congiuntamente una nuova formazione politica, il Kenya African National Union (KANU). Quando il Kenya ottenne l'indipendenza quattro anni dopo, il KANU divenne il primo partito di governo e Odinga acquisì il ruolo di vicepresidente, a fianco di Jomo Kenyatta. In seguito, proprio divergenze con la linea politica di Kenyatta convinsero Odinga ad abbandonare la propria carica e il KANU nel 1966, fondando un partito di opposizione, il Kenya People's Union (KPU).
L'ostilità fra Odinga e Kenyatta continuò a crescere. Nel 1969, durante una manifestazione pubblica a Kisumu, Odinga e Kenyatta giunsero a un violento scontro verbale che degenerò in una vera e propria sommossa, in cui furono uccise 11 persone. Per questo motivo Odinga fu incarcerato per due anni, e in seguito rimase fuori dalla scena politica fino alla morte di Kenyatta nell'agosto del 1978.
Il successore di Kenyatta, Daniel arap Moi, volle conferire a Odinga un incarico di responsabilità, ma i dissapori col partito di governo ancora una volta portarono Odinga a rinunciare all'incarico. Nel 1982 Odinga progettò la costituzione di un nuovo movimento politico, ma il progetto fallì quando la costituzione del Kenya venne modificata facendo del paese una democrazia monopartitica. Nello stesso anno Daniel arap Moi fu vittima di un tentativo di golpe, e Odinga fu messo agli arresti.
Negli anni novanta Odinga ricominciò a cercare un proprio spazio sulla scena politica, dando vita a movimenti di opposizione volti a restaurare il pluripartitismo nel paese. Di particolare importanza fu la fondazione del Forum for the Restoration of Democracy (FORD), che avrebbe avuto un ruolo determinante nella fine dell'egemonia del KANU nel paese anche dopo la morte di Odinga, avvenuta nel 1994.